# Cycle de Miller
 (avril 2024).
Si vous disposez d'ouvrages ou d'articles de référence ou si vous connaissez des sites web de qualité traitant du thème abordé ici, merci de compléter l'article en donnant les références utiles à sa vérifiabilité et en les liant à la section « Notes et références ».
Le cycle de Miller est un cycle thermodynamique utilisé dans un moteur à combustion interne et dont l'objet est de permettre une détente plus importante, permettant de récupérer plus d'énergie par unité de carburant (mais au détriment de la puissance par cylindrée). Il a été développé par Ralph Miller, un ingénieur américain, dans les années 1940, aboutissant en 1957 à un brevet pour une version turbocompressée avec intercooler à deux ou quatre temps mais le principe très simple lui permet de s'appliquer à tous les types de moteurs à piston à combustion interne (deux ou quatre temps, atmosphérique ou turbocompressé, à allumage commandé ou diesel, tout type de combustible,...).
Ce cycle n'est pas que théorique, il est effectivement utilisé sur quelques machines. Il est différent du cycle d'Atkinson mais les deux présentent des similarités, certains moteurs adoptent l'un ou l'autre selon le régime moteur et la charge, et ils sont parfois confondus.

## Description
Un moteur classique utilise un cycle de Beau de Rochas (ou cycle Otto) à quatre temps, dont les deux premiers sont l'admission et la compression. La géométrie fixe que la course de compression est égale à la course de détente.
Le principe du cycle de Miller est de jouer sur le temps d'admission pour neutraliser pour la phase de compression une partie du volume du cylindre, tout en laissant ce volume disponible pour la phase de détente, comme si la course de compression était raccourcie par rapport à la course de détente. Ceci est fait en fermant la soupape d'admission, ou très tôt durant la descente du piston, ou très tard alors que le piston est déjà en train de remonter, ou même en ajoutant une soupape supplémentaire faisant échapper l'air admis. C'est une modification simple, qui cependant a des conséquences importantes : 

### Disparition du gavage et réduction de la puissance volumique
Au point mort bas la pression dans la chambre de combustion est plus faible que la pression dans le conduit d'admission (création d'un vide partiel). Dans le cycle Beau de Rochas (que l'on considère ici comme référence), ces deux pressions sont sensiblement équivalentes (d'où l'intérêt du retard à la fermeture de l'admission, ou RFA), ce qui crée un peu de gavage par effet d'inertie des gaz.
En conséquence, dans le cycle Miller, il y a moins d'air admis à cylindrée égale, comparativement au cycle de référence. La quantité d'énergie introduite par cycle étant directement proportionnelle à la charge (la charge étant la masse d'air admise dans la chambre lors de la fermeture des soupapes d'admission, cette masse est exprimée en masse/cycle) et, pour peu qu'on considère le rendement inchangé, la quantité de travail produite lors du cycle de Miller est donc inférieure à celle produite dans le cycle de référence. C'est un inconvénient qui se traduit par un moteur plus gros et plus lourd pour une puissance donnée.

### Augmentation du rendement
L'intérêt majeur du cycle Miller utilisé sur moteur à allumage commandé est l'obtention d'un rendement thermodynamique plus élevé. Deux effets permettent d'obtenir ce résultat.

#### Pression de sortie mieux adaptée
Dans le cycle classique, le lien entre la course de compression et la course de détente oblige à des compromis dont le résultat est une pression d'échappement trop élevée, supérieure à la pression d'admission et à la pression atmosphérique de sortie finale. Non seulement cette pression est perdue alors qu'elle pourrait produire un travail utile, mais elle oblige même en général le piston à fournir un travail négatif pendant le temps d'échappement en poussant le gaz à une pression supérieure à celle qui serait possible.
Le cycle de Miller permet d'ajuster le volume utilisé pour la détente jusqu'à obtenir la pression de sortie adéquate, et de supprimer ces phénomènes.

#### Contrôle du taux de compression
Thermodynamiquement parlant, le taux de compression est le premier déterminant du rendement d'un moteur. Plus il est élevé, plus le rendement est élevé. Cependant, l'emploi de taux de compression élevés dans les moteurs à allumage commandé induit un phénomène d'auto-allumage couramment appelé cliquetis. Ce phénomène est recherché sur les moteurs à allumage par compression (type Diesel) qui sont conçus pour y résister, mais proscrit sur les moteurs à allumage commandé : les vitesses de combustion dépassent les 1 000 m/s (il s'agit de détonation) et les effets sont délétères sur les composants, essentiellement sur le piston.
Pour un carburant donné, plus le taux de compression est élevé, plus la tendance au cliquetis est importante. Lorsque le moteur est suralimenté (par compresseur ou turbocompresseur), la tendance au cliquetis sera renforcée puisque les pressions de fin de compression peuvent être très élevées. En conséquence, le rapport volumétrique de compression (rapport des volumes, différent du taux de compression) est généralement plus faible sur moteur suralimenté que sur moteur atmosphérique.
Le choix du taux est issu d'un compromis :
- sa limite supérieure est dictée par le niveau de cliquetis supportable à pleine charge du moteur, où la pression en fin de compression est la plus élevée. Pour la définition du niveau de cliquetis supportable, on choisit d'ailleurs plutôt un point de fonctionnement à bas régime car la détonation y a suffisamment de temps pour réaliser des dégâts importants ;
- sa limite inférieure est liée au cahier des charges en matière de consommation de carburant.

Puisque dans un moteur à cycle de Beau de Rochas, le taux est dicté par des impératifs géométriques et est fixé par construction, il ne peut dès lors être varié dans le plan Moment/Vitesse. Le cycle de référence fonctionne alors aux charges intermédiaires avec un taux de compression géométrique éloigné du taux possible qui ne serait limité que par la tendance au cliquetis et ainsi le rendement thermodynamique est inférieur à ce qu'il pourrait être. Aux charges élevées et jusqu'à la pleine charge, la tendance au cliquetis est présente et ne peut être réduite que par une réduction de l'avance à l'allumage dont la conséquence est une drastique perte de rendement et une augmentation conséquente de la température d'échappement. Le rendement, ici aussi, n'est pas au maximum de ce qu'il pourrait être et pourrait être meilleur si le taux était réduit pour éviter cette mesure, drastique, de réduction.

### Possibilité de taux de compression variable
Il est possible de faire varier le taux de compression en modifiant le moment de fermeture de la soupape d'admission.
L'intérêt des moteurs à taux de compression géométrique variable est de pouvoir adapter celui-ci aux conditions du moment (vitesse ou charge) afin d'être le plus élevé possible pour atteindre le rendement thermodynamique maximal tout en restant en deçà de la limite de cliquetis et ainsi éviter d'agir sur l'avance à l'allumage. Le prix en est une complication technique et un surcoût conséquent qui ont défendu jusqu'à présent leur introduction en grande série et à coûts maîtrisés.
En agissant sur les temps de fermeture des soupapes d'admission, il est donc possible de varier la quantité d'air admise ainsi que le volume d'air à partir duquel la compression commence. Conséquemment, une certaine variation du taux de compression thermodynamique est possible : sa valeur oscille entre un maximum, représenté par le taux de compression géométrique, et un minimum dicté généralement par le dimensionnement du système de variation des temps de fermeture. On réalise alors dans une certaine mesure le moteur à taux de compression variable aux avantages décrits plus haut.

## Impact du choix de ce cycle sur la conception du moteur
Si le choix du cycle Miller lors de la conception du moteur est fait, alors le taux de compression géométrique est, par construction, choisi très élevé pour pouvoir être utilisé tel quel aux points de fonctionnement où le moteur à allumage commandé n'est pas limité par le cliquetis et donc pour y maximiser son rendement. Évidemment, il n'est pas possible d'utiliser ce taux aux charges qui induisent l'existence de cliquetis, par exemple en renonçant au cycle Miller et en pratiquant le cycle de Beau de Rochas.
A cylindrée égale, le moteur à cycle Miller produira moins de travail par cycle. Pour remédier à cela, il faut soit augmenter la cylindrée géométrique, soit augmenter la pression dans le conduit d'admission. Ceci est réalisé au moyen soit d'un compresseur entraîné par une turbine (cas classique du turbo-compresseur) soit d'un compresseur volumétrique (de type Roots, par exemple), de sorte qu'au point mort bas et malgré la fermeture prématurée des soupapes d'admission, la pression dans la chambre soit la même que dans le cycle de référence employé sur un moteur atmosphérique.
Dans le cas d'un moteur atmosphérique, l'obtention d'une même pression de fin de compression que dans le cycle de référence induit d'utiliser un taux de compression géométrique plus important puisque la pression en début de compression est plus faible. Pour une telle pression de fin de compression, la température de la charge sera cependant plus importante dans le cycle Miller que dans le cycle de référence, le produit PV étant constant et la masse d'air étant inférieure. La tendance au cliquetis est donc (modérément) augmentée, mais l'énergie libérée par cycle étant inférieure (puisque la masse d'air par cycle est inférieure), le niveau de cliquetis sera globalement au pire égal et en règle générale inférieur.
Le cycle Miller ne doit pas être confondu avec le cycle d'Atkinson qui, lui, présuppose une fermeture très largement retardée des soupapes d'admission. Ici aussi, la boucle de vidange voit sa surface diminuée, mais à un niveau de pression plus élevé que dans le cas du cycle Miller. Une partie de l'air admis lors de la descente du piston est refoulée dans le conduit d'admission lors de la remontée du piston et ce jusqu'à la fermeture des soupapes d'admission. La compression débute immédiatement après cette fermeture. La charge est de ce fait diminuée par rapport au cycle de référence et le taux de compression thermodynamique peut également être varié pour peu que le moteur soit équipé d'un dispositif de variation des temps d'ouverture et de fermeture des soupapes d'admission.
Ces moteurs sont ainsi utilisés dans une optique d'amélioration du rendement dans différents modèles d'automobiles qu'ils soient hybrides (voitures hybrides) ou non.

## Applications
Ce type de moteur a d'abord été utilisé sur des bateaux et des groupes électrogènes fixes. Il a été adapté par Mazda pour une utilisation automobile en production de série avec un moteur V6 2,3 litres KJ-ZEM (en) utilisé dans la berline Eunos 800/Millenia/Xedos 9. Plus récemment, Subaru a présenté un prototype de voiture hybride utilisant un moteur à cycle de Miller, la Subaru B5-TPH. En septembre 2011, Nissan commercialise un moteur à trois cylindres 1,2 l DIG-S utilisant le cycle de Miller sur la Micra, citadine de 98 ch.
Volkswagen, avec ses moteurs essence 2.0 TSI (EA888 gen3b), 1.5 TSI de 96 kW (130 ch) ou 105 kW (150 ch, code « evo EA211 »), ainsi que les 1.0 TSI EVO de 95 ch et 110 ch utilisent également le cycle Budack (variante du cycle de Miller). Ces moteurs équipent notamment depuis fin 2018 les modèles Golf, Polo, Seat Ibiza, Škoda Karoq et Škoda Fabia.
Suzuki dès 2015 a proposé ce type de cycle sur un moteur à trois cylindres d'une cylindrée d'un litre, sans hybridation et à injection indirecte.
Renault utilise un moteur à trois cylindres de 1 199 cm3 sur l'Austral hybride de 200 ch avec une réduction sensible de la consommation.